# Grand Prix de Denain 1967
La 9e édition du Grand Prix de Denain a eu lieu en avril 1967. Elle a été remportée par le Français José Samyn.

## Classement final
José Samyn remporte la course.
| Classement final, | Classement final,   | Classement final, | Classement final,                       | Classement final, |
|                   | Coureur             | Pays              | Équipe                                  | Temps             |
| ----------------- | ------------------- | ----------------- | --------------------------------------- | ----------------- |
| 1er               | José Samyn          | France            | Pelforth-Sauvage-Lejeune                |                   |
| 2e                | Jacques Boudringhin | France            | Pelforth-Sauvage-Lejeune                |                   |
| 3e                | Eddy Van Audenaerde | Belgique          | Tibetan-Groene Leeuw-Pull Over Centrale |                   |
| modifier          |                     |                   |                                         |                   |